# Frankenhofmolen
Volmolen Frankenhof of Frankenhofmolen is een bovenslag watermolen op de Zieversbeek in de buurtschap Weijerhof tussen Holset en Vaals in de gemeente Vaals.
Reeds vóór 1700 stond op deze plaats een kopermolen of messingmolen, die echter in verval geraakte. In 1736 kocht lakenfabrikant Isaac von Lövenich uit Burtscheid de molen, die werd vervangen door een volmolen. Hieromheen werd in de negentiende eeuw een fabriekscomplex gebouwd dat eerst dienstdeed als spinnerij en lakenfabriek en nog later als spinnerij en wollendekenfabriek. De molen annex fabriek bestaat uit een groot U-vormig gebouw met één verdieping en een grote zolder. Het dak hiervan dateert van 1877.
Er was een complex van twee vijvers dat het benodigde water vergaarde en leverde. In de Zieversbeek stond een sluis waardoor het water naar de vijvers kon stromen. De omliggende grond was erg drassig en werd onder meer als hooiland benut.
De molen bleef lange tijd in handen van de familie Von Lövenich. In 1810 verkocht de uit Zwitserland afkomstige Bartholomeus Frederikus Fauche, wiens moeder een Von Lövenich was en die de molen had geërfd, deze aan Isaac von Lövenich. In 1852 werd de fabriek verkocht aan de uit Vaals afkomstige Richard Boventer. Deze plaatste in 1858 een stoommachine.
In 1861 brandde de fabriek af. Het zwaar beschadigde complex werd gesloopt en de nieuwe fabriek kwam gereed in 1863. In 1877 brandde de fabriek opnieuw af en werd weer herbouwd. In 1893 werd de fabriek verkocht aan Josepoh Merzenich uit Aken. In 1905 werd de spinnerij annex dekenfabriek gesloten. De molen werd nu als korenmolen ingericht. In 1949 kwamen de gebouwen aan het Nederlands Beheersinstituut en in 1955 werd de voormalige pachter, Hubert Leclerq, de nieuwe eigenaar. De molen werkte toen echter niet meer en raakte in verval. In 2007 werd ze gekocht door Het Limburgs Landschap. De bedoeling is om dit industrieel monument geheel te herstellen en in te richten voor een openbare functie. In 2008 werd als eerste onderdeel het dak gerestaureerd en in 2010 kwam de stuw gereed.

Sluisje in de Zieversbeek voor het regelen van de waterstand voor de Frankenhofmolen
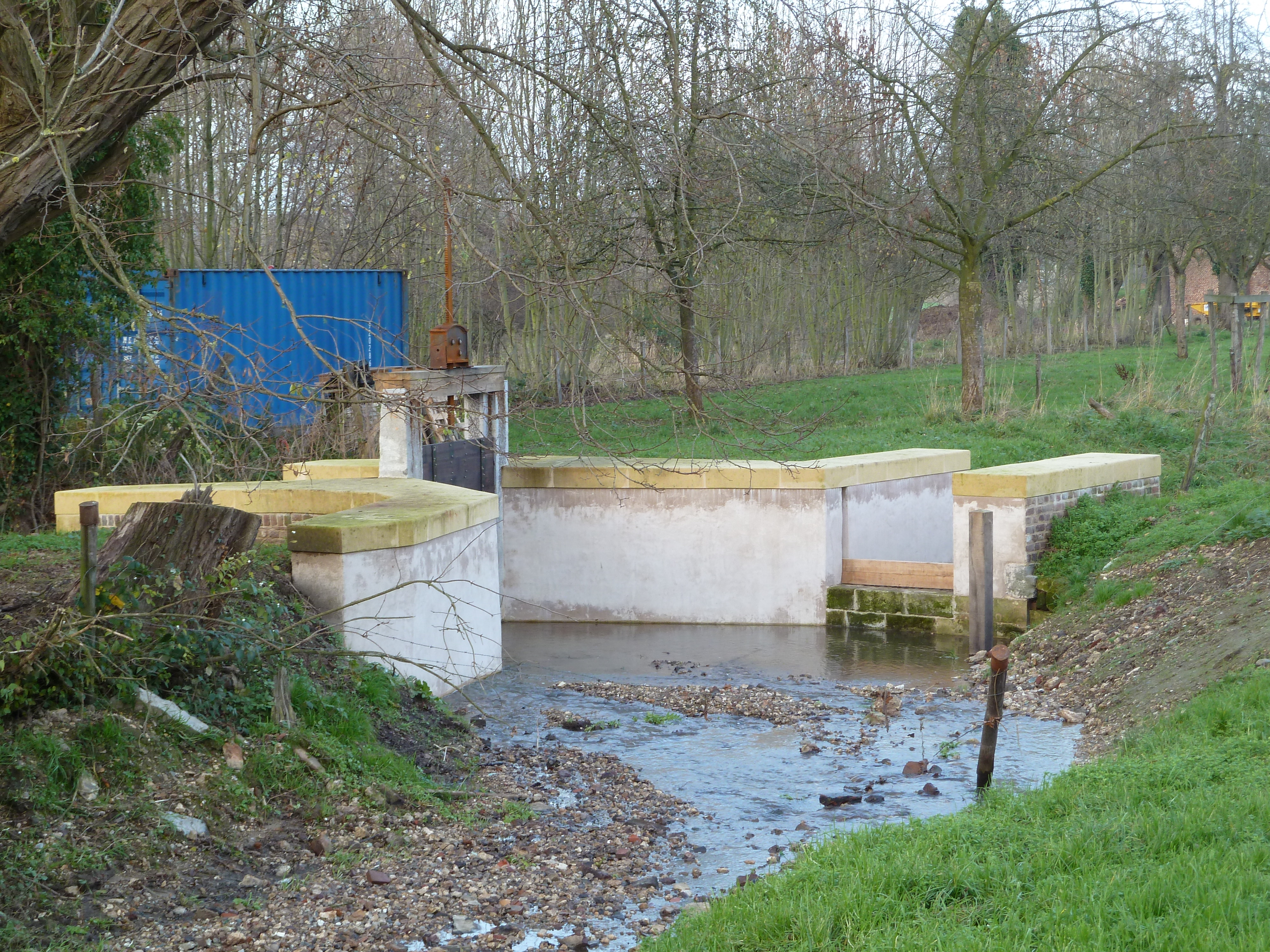
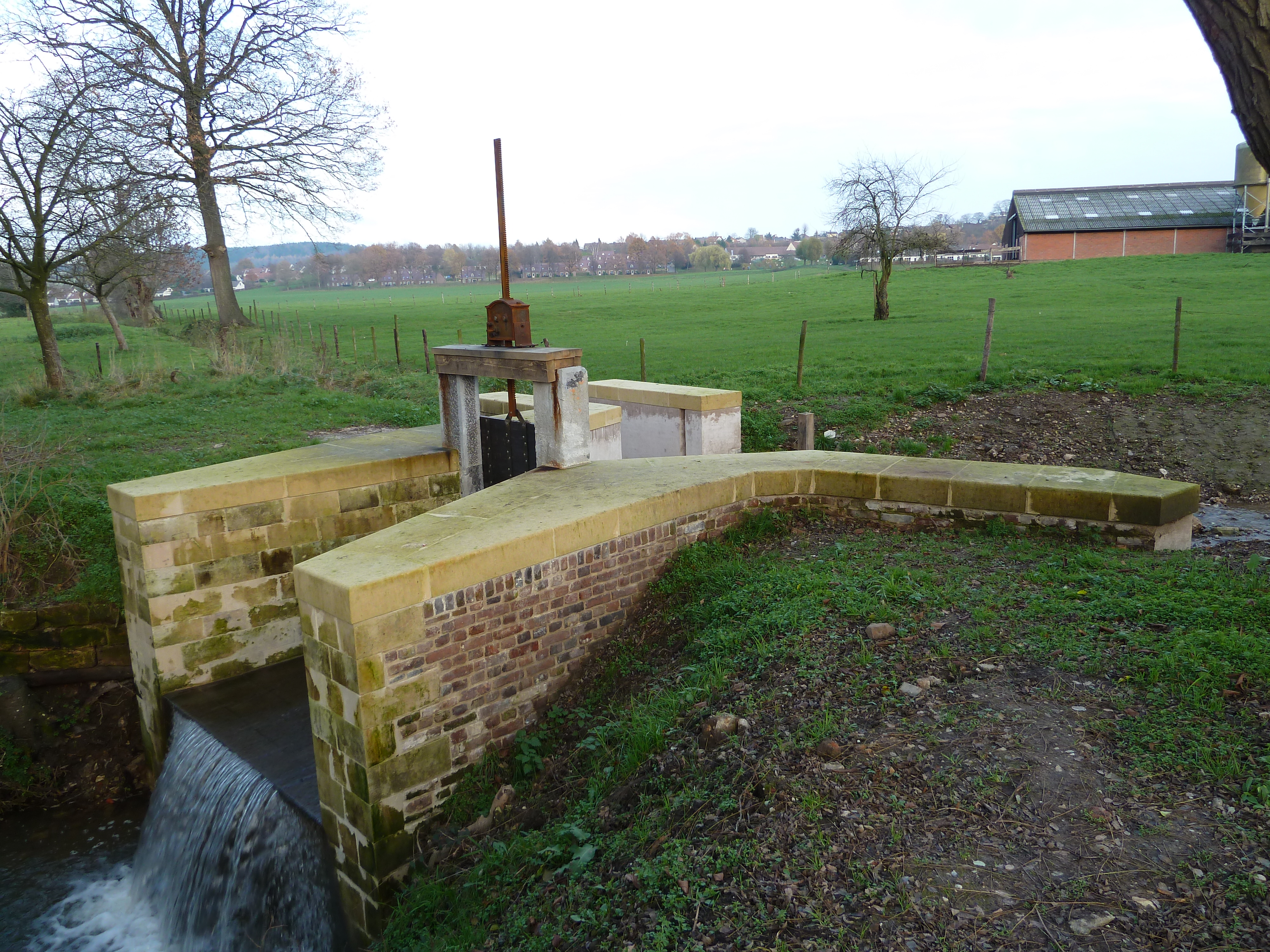
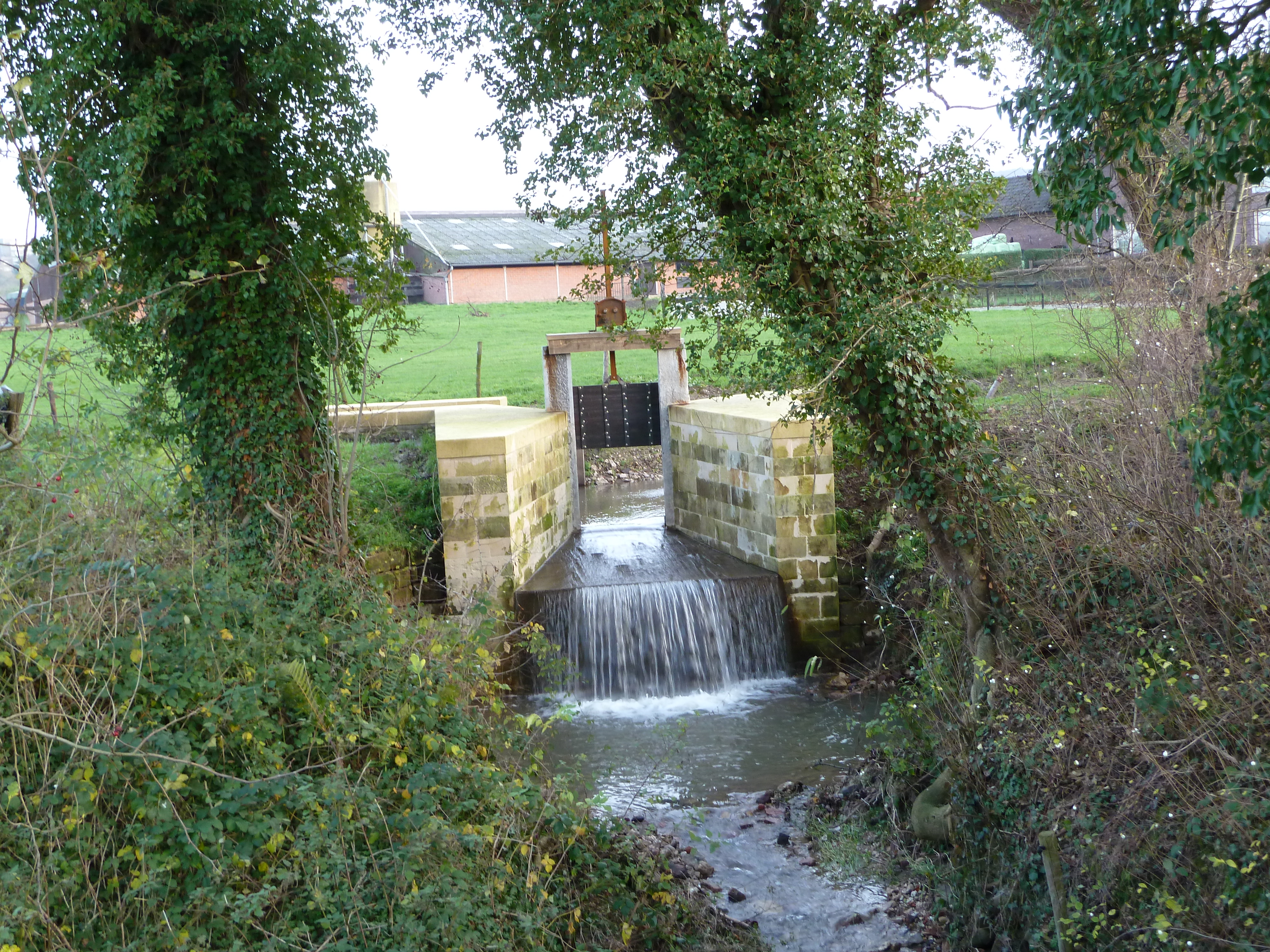

Stuwvijvers
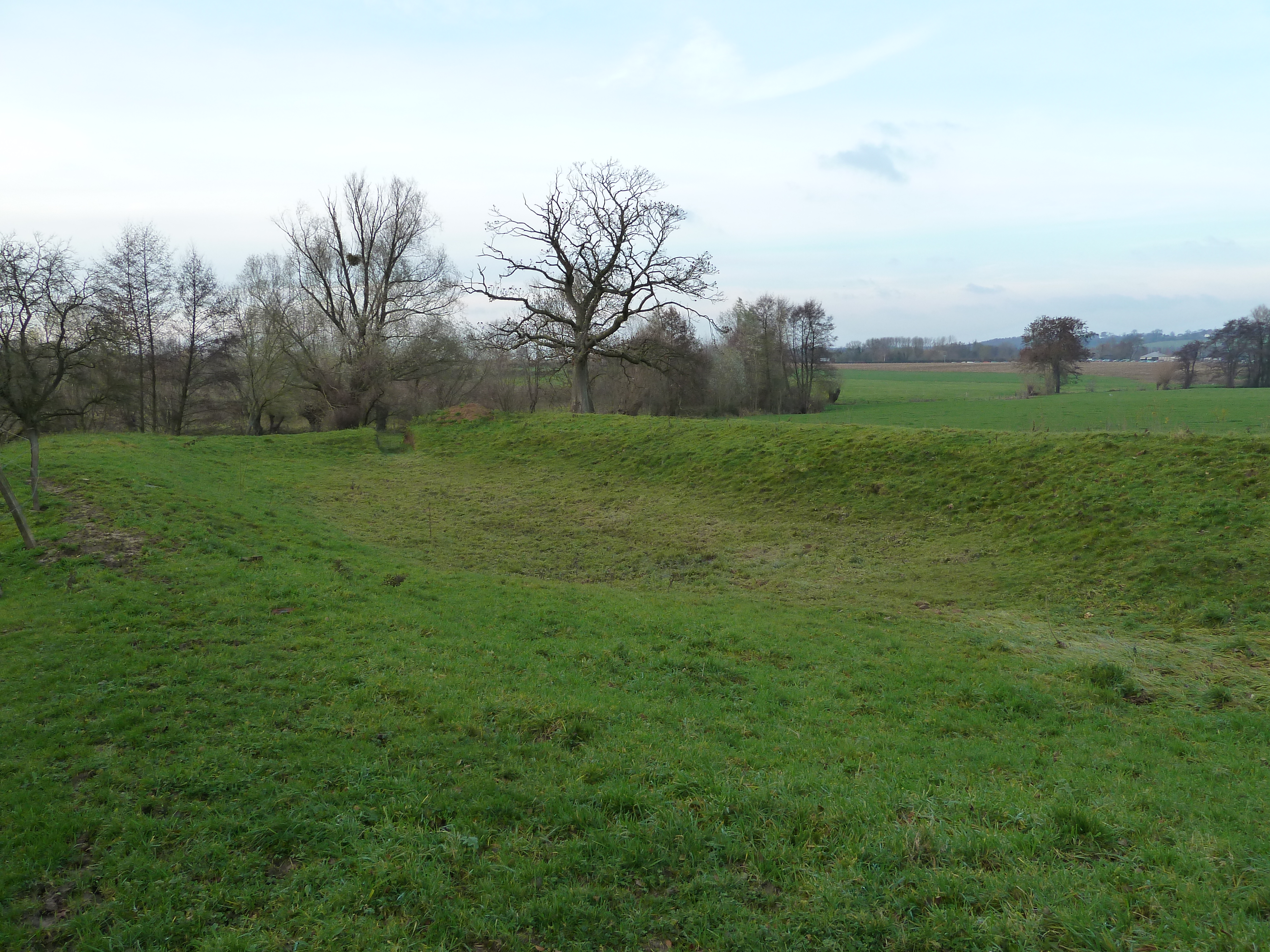
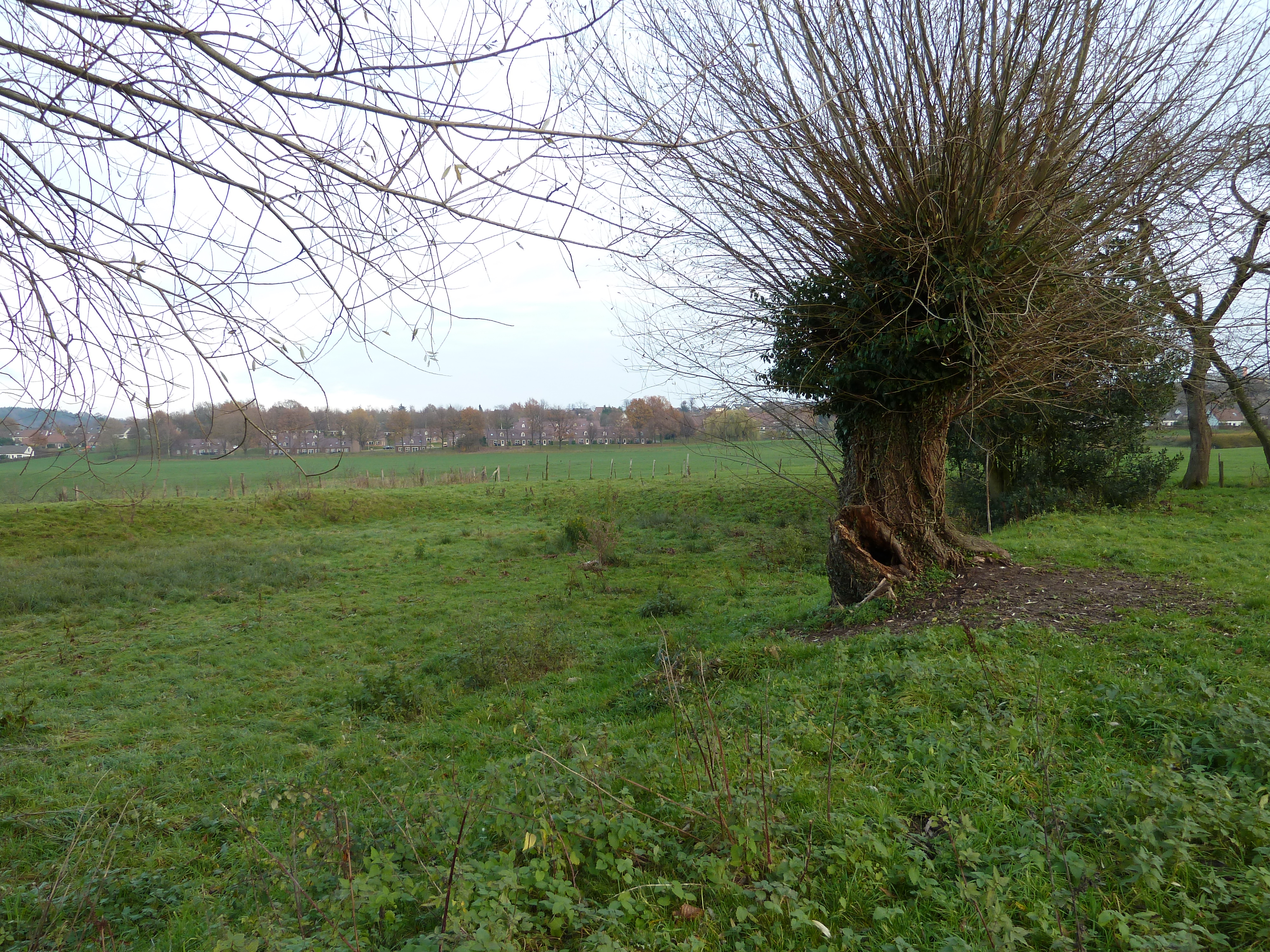
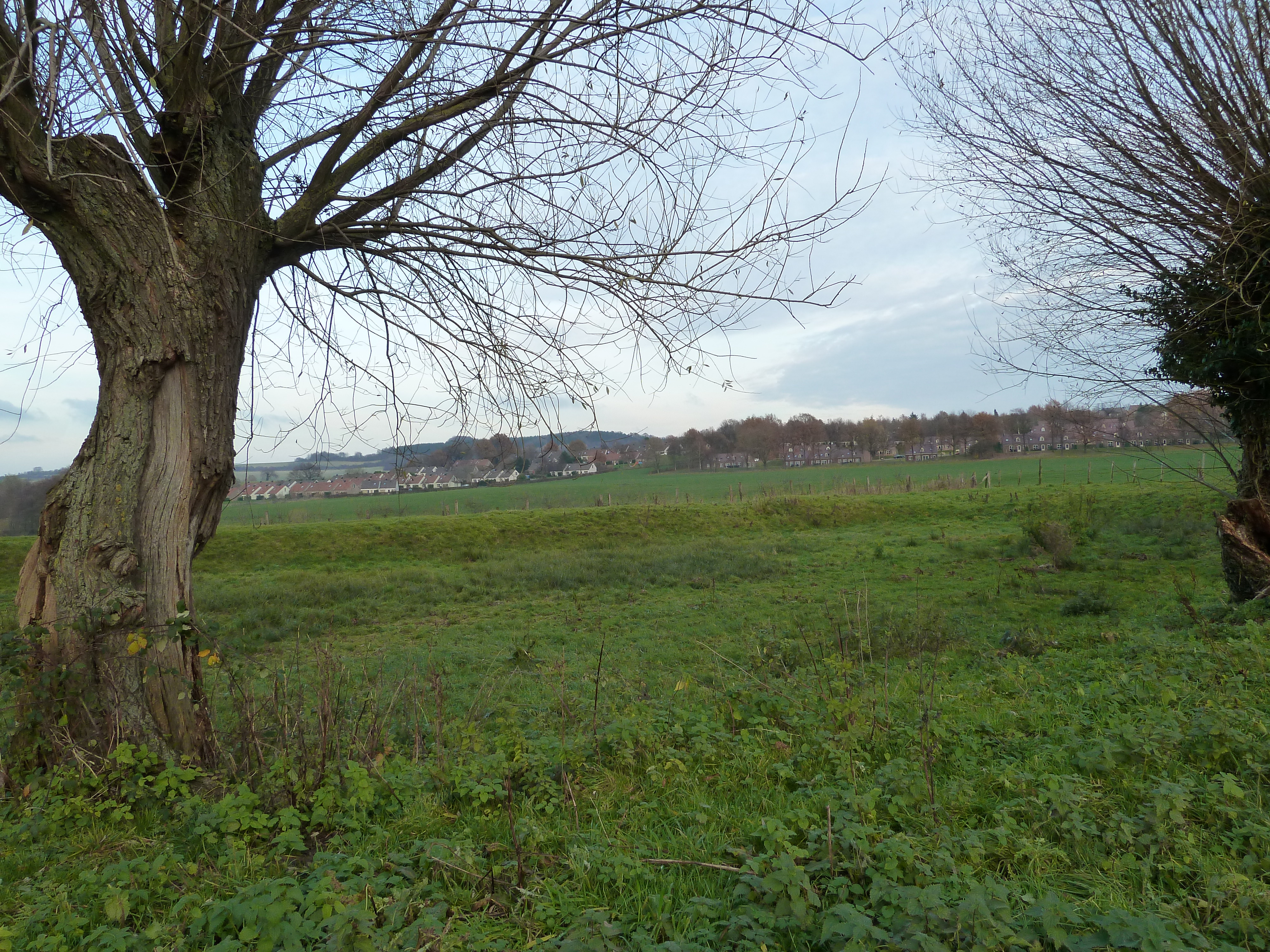
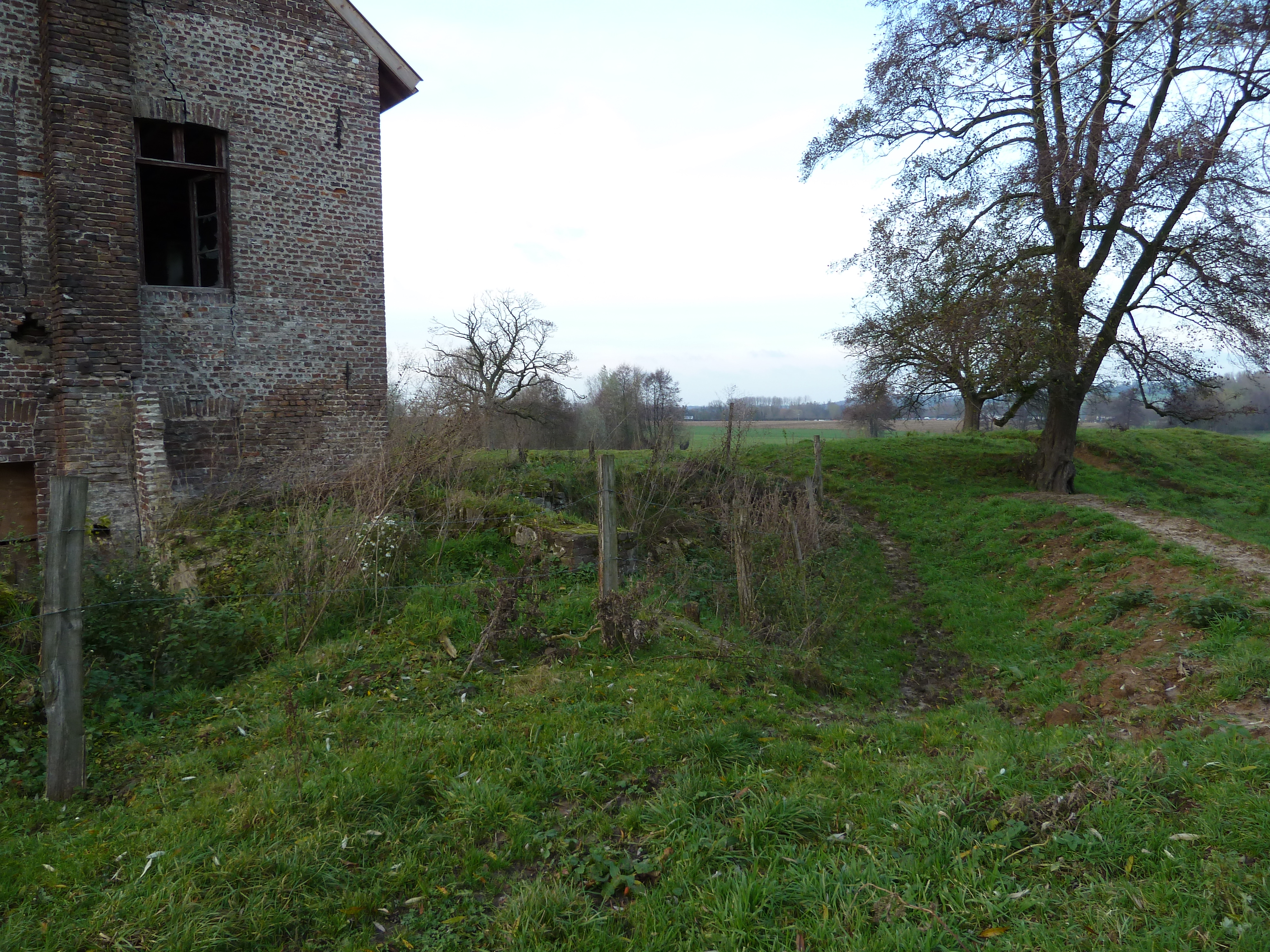